# Боас, Исмар Исидор
Исмар Иси́дор Боа́с (нем. Ismar Isidor Boas; 28 марта 1858, Кцыня, Куявско-Поморское воеводство — 15 марта 1938, Вена) — немецкий гастроэнтеролог и писатель. Один из основателей клинической гастроэнтерология. Ученик Карла Эвальда.
Работал врачом-практиком по желудочно-кишечным заболеванием . В 1895 году им был основан первый журнал в области гастроэнтерологии — «Archiv für Verdauungs-Krankheiten», он также стал сооснователем Немецкого общества гастроэнтерологии, пищеварительных и метаболических заболеваний. Автор ряда научных работ, ввёл понятия язвенный колит и cкрытое кровотечение.
После прихода к власти национал-социалистической партии Германии подвергся репрессиям и научным гонениям, вследствие чего покончил жизнь самоубийством после аншлюса, 15 марта 1938 года.

## Биография

### Происхождение
Родился 28 марта 1858 года в Экцин, в семье еврейского торговца Германа Боаса и Рахили Боас. Его отец происходил из города Кульм (ныне Хелмно). Кроме торговли, был настоятелем синагоги. Исмар Исидор рос третьем ребёнком в многодетной семье. В 1866 году семья переехала в Цюллихау (ныне Сулехув). Герман Боас поставлял зерно Прусской армии в ходе австро-прусско-итальянской войне, в 1881 году получил разрешение на покупки поместья в Познани.

### Образование
Начал учиться в немецкой прогимназии, затем в Гимназии Цюллихау в которой получил среднее образование. В 1877 году начал изучать медицину в Берлинском университете и познакомился с профессором Карлом Эвальдом, лекции о строение пищевого тракта которого он посещал. Позже перешёл на учёбу в Галле-Виттенбергский университет для возможности клинических исследований. В 1881 году получил степень доктора под научным руководством Теодора Вебера защитив диссертацию «Вклад в учение о пароксизмальной гемоглобинурии».
После сдачи экзамена в Лейпцигском университете начал работать врачом-практиком. В 1882 году переехал в Берлин и начал работу практикующим врачом. В 1883 году оставил практику из-за физической и моральной усталости. Возобновил общение с Эвальдом, который устроил его на работу редактором в Берлинский медицинский еженедельник. В 1844 году после назначения Карла Эвальда в женскую клинику на юге Берлина, Боас стал ассистентом и помощником в исследование физиологии желудка.

## Память
- В 1937 году больница Леннокс Хилл[англ.] в Нью-Йорке установила барельеф перед входом в аудиторию Макса Эйнхорна в память Боаса, Эвальда и Кусмауля.
- В 1991 году на ратуше Кцыня (бывшей Эксин) была установлена мемориальная доска[11].